# Jacobus Stuart (hertog van Cambridge)

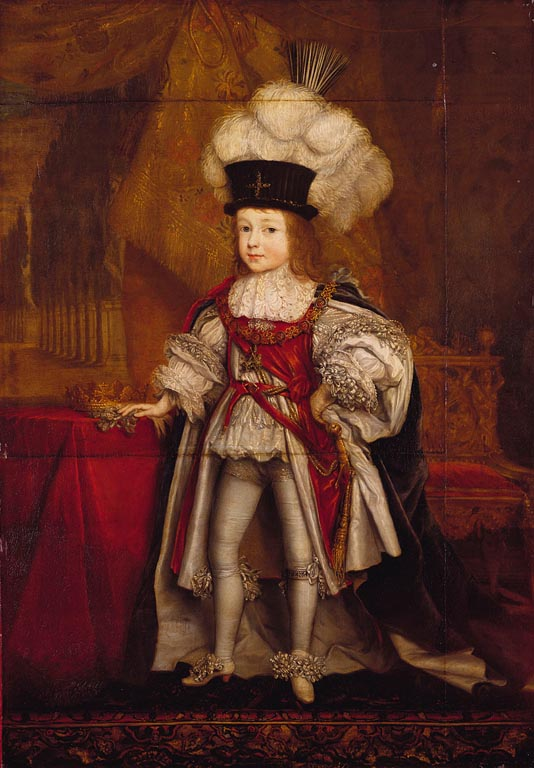
Jacobus Stuart in 1666 of 1667

Jacobus Stuart, (eerste) hertog van Cambridge (St. James's Palace, Londen, 11 juli 1663 - Richmond Palace, Richmond upon Thames, 20 juni 1667) was lid van de Britse koninklijke familie.
Hij was de tweede zoon van Jacobus Stuart, hertog van York, de latere Jacobus II van Engeland, en diens eerste echtgenote Anna Hyde. Jacobus Stuart werd geboren in St. James's Palace op 12 juli 1663 en werd gedoopt in St. Martin-in-the-Fields op 22 juli daaropvolgend. Bij zijn geboorte was hij al hertog van Cambridge, maar werd pas op 23 augustus 1664 officieel verheven tot hertog en graaf van Cambridge en baron van Dauntsey in Wiltshire. Op 3 december 1666, toen de hertog van Cambridge dus pas drie jaar oud was, werd hij in Whitehall verheven tot ridder in de Orde van de Kousenband. In april 1667 werd hij echter ziek, herstelde zich even, maar overleed in Richmond Palace op 20 juni 1667. Op 26 juni daaropvolgend werd hij begraven in Westminster Abbey.